# Эйлис, Стивен
Стивен Эйлис (англ. Stephen Ailes; 25 марта 1912, Ромни, штат Западная Виргиния — 30 июня 2001, Бетесда, Мэриленд) — американский юрист и государственный деятель, министр армии США (1964—1965).

## Биография
После окончания Епископальной средней школы в Александрии, штат Вирджиния, он в 1933 г. получил докторскую степень в 1933 году Принстонского университета, а в 1936 г. — диплом юриста Университете Западной Виргинии (где он был членом братства Фи-Kappa-Пси) и лицензию на юридическую практику в этом штате. С 1937 по 1940 г. был клерком в Университете Западной Виргинии.
- 1940—1942 гг. занимался юридической практикой в Мартинсбурге,
- 1942—1946 г. — сотрудник юридического отдела управления регулирования цен, помощник генерального адвоката по разделению потребительских товаров,
- 1945—1946 гг. работал судебным адвокатом,
- 1947 г. — адвокат американской экономической миссии в Греции. Это деятельность была предвестником Доктрины Трумэна для Греции и Турции,
- 1948—1949 гг. — адвокат в юридической фирме Washington Steptoe & Johnson,
- 1951 г. — юридический советник Управления по стабилизации цен.

До прихода на государственную службу в 1961 г. занимался частной юридической практикой.
В 1961—1964 гг. — заместитель министра, а в 1964—1965 гг. — министр армии США. Под его руководством были осуществлены действия американской армии в ходе беспорядков в зоне Панамского канала, он сам вел переговоры по урегулированию ситуации. Он также поддерживал ликвидацию последствий стихийных бедствий после землетрясения в Скопье, Югославия. В Анкоридже он договорился с Федеративной Республикой Германии о совместной разработке нового боевого танка, вероятно. Специально подготовленные подразделения были призваны защищать американский персонал и положить конец гражданской войне в Доминиканской Республике. Наконец, в этот период были направлены первые войска во Вьетнам.
После выхода в отставку вернулся в частный бизнес. С 1966 по 1970 гг. был директором компании Панамского канала (Panama Canal Company). Затем занимал пост президента Ассоциации американских железных дорог (1971—1977). Входил в президентский Консультативный совет по вопросам иностранных разведывательных органов президента и в Совет по надзору за разведкой (1976—1977).
С 1977 по 1985 г. вновь занимался частной адвокатской практикой.